# Битва в долині річки Толлензе
53°44′35″ пн. ш. 13°18′39″ сх. д. / 53.743194444444° пн. ш. 13.310805555556° сх. д.
Битва в долині річки Толлензе — умовна назва бойового зіткнення, яке відбулося в бронзову добу на берегах річки Толлензе приблизно між 1300 і 1250 роками до нашої ери. Це перший відомий бій в європейській історії.

## Історія розкопок
У 1996 році один з волонтерів, що займалися збереженням археологічних пам'яток, повідомив про те, що він виявив на березі Толлензе під час спаду річки людську плечову кістку з застряглим в ній кременевим наконечником стріли. У тому ж році почалися перші археологічні дослідження на місці знахідки, під час яких були виявлені кістки людей і тварин.
У наступні роки були знайдені палиця з ясеня, молотоподібна зброя з терну, бронзові наконечники, залишки бронзових мечів, а також кістки людей і коней.
З 2007 року ця територія систематично вивчається під керівництвом Відомства земельного уряду з питань культури і охорони пам'яток Мекленбурга — Передньої Померанії, Нижньосаксонських відомства земельного уряду з питань культури і охорони пам'яток, а також Грайфсвальдського університету. За допомогою водолазів було оглянуто дно річки Толлензе, в результаті чого були знайдені нові людські скелети.
Археологи розширюють територію пошуків, відштовхуючись від місця першої знахідки, досліджуючи поклади торфу на метр в глибину. Було вивчено історію зміни долини річки Толлензе і визначено місце проходження колишнього русла річки. Знайдені кістки були досліджені в Ростоцькому університеті.

## Місцевість
Поле битви тягнеться на понад 100 метрів уздовж річки. У цьому місці Толлензе меандрує в порівняно вузькій долині з вологими луками. За останні тисячоліття течія річки змінилася незначно. У бронзову добу ландшафт був відкритішим. Людська діяльність мало вплинула на цю місцевість.

## Результати досліджень
Дослідження показали, що кістки, знайдені на початок 2011 року, належать принаймні 83 індивідуумам. До лютого 2015 це число довели до 125, ґрунтуючись на кількості стегнових кісток. Здебільшого кістки належали молодим чоловікам. Потенційна кількість загиблих в битві оцінюється в 750 чоловік.
Радіовуглецевий аналіз показав, що битва відбулася (приблизно) між 1300 і 1200 роками до н. е..
Знайдено понад 40 черепів, деякі носять сліди поранень. В одному з них застряг наконечник бронзової стріли. Інші наконечники (як бронзові, так і кременеві), а також дерев'яні палиці, знайдені в цьому місці, дозволяють припустити, що відбувся конфлікт між двома ворогуючими групами людей. Загальна кількість учасників битви могла досягати 4 тисяч чоловік. Знайдено уламки бронзових мечів. Невелика частина учасників битви була вершниками, як показують знайдені кістки, що належать як мінімум чотирьом коням. Крім того, положення наконечника стріли в першій знайденій кістці свідчить про те, що в цьому випадку піхотинець поранив з лука вершника.
Загиблі, ймовірно, були кинуті в річку переможцями. Оскільки кістки лежали не в анатомічному порядку, мабуть, їх знесло течією в прибережну частину річки, де накрило шаром торфу і донних відкладів, що сприяло збереженню частини останків.
Вчені взяли зразки ДНК із зубів 20 загиблих. Генетичний аналіз ДНК поки не закінчений, але вже ясно, що більшість воїнів, загиблих у Толлензе, мали немісцеве походження. У одній частині загиблих гени показують схожість з сучасними південноєвропейцями, в іншої — з населенням Скандинавії і Польщі.
Дослідження ізотопів азоту, стронцію, кисню і вуглецю, проведені вченими Орхуського університету, показали, що останки належать двом групам людей. Воїни однієї групи прийшли з іншого регіону, оскільки вони харчувалися пшоном, при цьому в бронзову добу просо вирощували переважно на півдні Європи, в тому числі в південній Німеччині.
У 2010 році на березі Толлензе було знайдено золотий спіральний перстень, потім в червні 2011 року знайшли подібне кільце 2,9 сантиметри завдовжки і вагою в неповні десять грамів. У серпні того ж року поруч знайшли чотири бронзових спіралі, типові прикраси бронзової доби, а також два інших кручених спіральних кільця з дроту товщиною 4 міліметри. За допомогою рентгенівського структурного аналізу матеріал був ідентифікований як олово. Це найстаріші олов'яні предмети, знайдені на території Німеччини.